# Rabat
För andra betydelser, se Rabat (olika betydelser).
Rabat (arabiska الرباط, al-ribāṭ, berberspråk ⴰⵕⴱⴰⵟ, Aṛṛbaṭ ) är Marockos huvudstad. Staden ligger på sydsidan av floden Bou Regregs mynning i Atlanten. Centrala Rabat hade lite mindre än 600 000 invånare vid folkräkningen 2014, men staden har vuxit ihop med bland annat grannstäderna Salé och Témara och hela storstadsområdet har cirka 2,1 miljoner invånare.
Rabat är centrum för den franska kulturen i Marocko, och tidigare även för den franska administrationen. Numera är den kungens residensstad. Staden är ett katolskt ärkebiskopssäte, och har sedan 1954 ett universitet.

## Stadsbild och sevärdheter

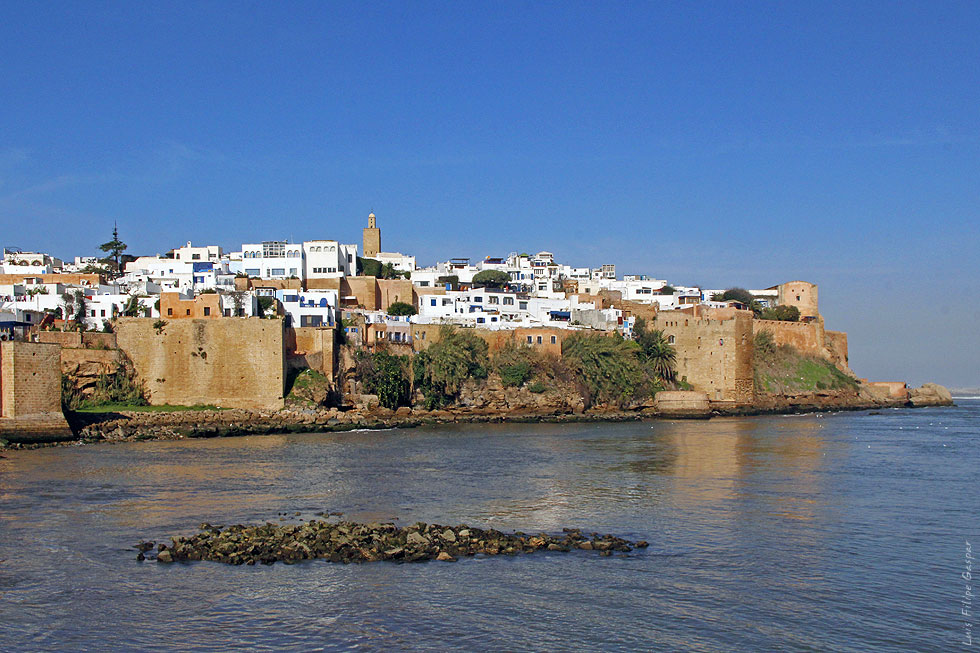
Kasbah Oudaya

Den gamla staden, som ligger närmast havet, domineras av den befästa delen, Kasbah Oudaya, och det 44 meter höga Hassantornet. I kasbahns mur ligger en stor port, byggd under senare delen av 1100-talet. Här finns också en stor moské från 1200-talet. I den europeiska nya staden finns sultanens palats och den kungliga moskén samt administrationen och universitet. I söder ligger Chella, med talrika ruiner från över 2 500 års historia. I Rabat finns också bland annat ett konstmuseum och ett arkeologiskt museum. Bland stadens sevärdheter märks även Mohammed V:s mausoleum.

## Ekonomi
Viktiga industrier i Rabat är textilfabriker och mattväverier samt läder- och livsmedelsindustri. Staden är också en viktig trafikknutpunkt, och har en internationell flygplats.
Järnvägar till Tanger och Casablanca når Rabat. Det går också motorvägar till bland annat Tanger och Casablanca.

## Historia

### 1100-1600-talet
Rabat grundades under 1100-talet som fästningen Ribat al-Fath och var stödjepunkt i almohadernas krig mot de kristna på den iberiska halvön. 1146 gjorde almohadhärskaren Abd-ul-mumin Rabats ribat till en fullskalig fästning för att använda som utgångspunkt för attacker mot Spanien. 1170 fick Rabat, på grund av sin militära betydelse, titeln Ribat al-Fath, som betyder "fäste för seger", från vilket det har fått sitt nuvarande namn.
Yaqub al-Mansur (känd som Moulay Yacoub i Marocko), en annan almohadkalif, flyttade huvudstaden i sitt imperium till Rabat. Han byggde Rabats stadsmurar och Kasbah Oudaya, och började bygga på vad som skulle ha blivit världens största moské. Emellertid dog Yaqub och byggandet stoppades. Ruinerna av den ofärdiga moskén, tillsammans med Hassantornet, står fortfarande i dag. 
Yaqubs död inledde en period av nedgång. Almohadernas rike förlorade kontrollen över sina besittningar i Spanien och mycket av dess afrikanska territorium, vilket så småningom ledde till dess fullständiga kollaps. På 1200-talet förlorade Rabat mycket av sin ekonomiska styrka till Fès. 
På 1610-talet flydde många kristnade morer, som tvingats fly från Spanien, till Rabat. Staden har därefter även varit ett piratnäste.

### 1900-talet
Sedan 1912 är Rabat huvudstad i Marocko. Under det franska protektoratet mellan 1912 och 1956 växte staden snabbt.

## Klimat
Rabat har ett subtropiskt medelhavsklimat med varma till heta, torra somrar, och milda till varma, nederbördesrika vintrar.
Normala temperaturer och nederbörd i Rabat:
|                                            | Jan | Feb | Mar | Apr | Maj | Jun | Jul | Aug | Sep | Okt | Nov | Dec |
| ------------------------------------------ | --- | --- | --- | --- | --- | --- | --- | --- | --- | --- | --- | --- |
| Normaldygnets maximitemperaturs medelvärde | 17  | 18  | 19  | 20  | 22  | 24  | 27  | 27  | 26  | 24  | 21  | 18  |
| Normaldygnets minimitemperaturs medelvärde | 8   | 9   | 9   | 10  | 13  | 15  | 17  | 18  | 17  | 14  | 11  | 9   |
|                                            |     |     |     |     |     |     |     |     |     |     |     |     |
| Nederbörd                                  | 77  | 74  | 61  | 62  | 25  | 7   | 0   | 1   | 6   | 44  | 97  | 101 |

| Diagram | temperaturer i °C • månadsnederbörd i mm | temperaturer i °C • månadsnederbörd i mm | temperaturer i °C • månadsnederbörd i mm | temperaturer i °C • månadsnederbörd i mm | temperaturer i °C • månadsnederbörd i mm | temperaturer i °C • månadsnederbörd i mm | temperaturer i °C • månadsnederbörd i mm | temperaturer i °C • månadsnederbörd i mm | temperaturer i °C • månadsnederbörd i mm | temperaturer i °C • månadsnederbörd i mm | temperaturer i °C • månadsnederbörd i mm | temperaturer i °C • månadsnederbörd i mm |
|         | 77 17 8                                  | 74 18 9                                  | 61 19 9                                  | 62 20 10                                 | 25 22 13                                 | 7 24 15                                  | 0 27 17                                  | 1 27 18                                  | 6 26 17                                  | 44 24 14                                 | 97 21 11                                 | 101 18 9                                 |

## Utbildning
- ESSEC Business School

## Geografi

### Andra städer inom samma latitud
- Larnaka, Cypern
- Los Angeles, USA (Kalifornien)
- Zhengzhou, Kina
- Sfax, Tunisien
- Kabul, Afghanistan
- Hiroshima, Japan